# Ijad Chamud
Ijad Chamud (bulgarisch Ияд Хамуд; * 24. Juli 2001) ist ein bulgarischer Fußballspieler libanesischer Abstammung.

## Karriere
Chamud begann seine Karriere bei Lokomotive Plowdiw. 2016 stand er erstmals im Kader der Profis. Sein Debüt in der A Grupa gab er am 20. November 2016 im Alter von 15 Jahren, als er am 14. Spieltag der Saison 2016/17 gegen Botew Plowdiw in der Startelf stand. Jener Einsatz machte ihn zum zweitjüngsten Spieler in der Geschichte der höchsten bulgarischen Liga. Jünger war nur Janko Kirilow von Lewski Sofia 1961. In der Halbzeitpause wurde er durch Parwisdschon Umarbajew ersetzt.
In jenem Monat absolvierte Chamud noch zwei weitere Spiele für Lokomotive in der A Grupa, davon eines von Beginn an. Im Sommer 2017 wechselte er nach England in die Jugend von Sheffield Wednesday.